# アレクサンダー・ラミー＝ヒューム (第10代ヒューム伯爵)
第10代ヒューム伯爵アレクサンダー・ラミー＝ヒューム（英語: Alexander Ramey-Home, 10th Earl of Home、出生名アレクサンダー・ヒューム（Alexander Home）、1769年11月11日 – 1841年10月20日）は、イギリスの政治家、スコットランド貴族。1781年から1786年までダングラス卿の儀礼称号を使用した。

## 生涯
第9代ヒューム伯爵アレクサンダー・ヒュームと3人目の妻アビゲイル・ブラウン（Abigail Browne、旧姓ラミー（Ramey）、1746年ごろ – 1814年2月5日、ジョン・ラミーの娘）の間の次男として、1769年11月11日にザ・ヘイゼルで生まれた。1786年10月8日に父が死去すると、ヒューム伯爵位を継承した。
フランス革命戦争ではエンサイン（歩兵少尉）としてIndependent Company（本土防衛の部隊）に入り、1794年4月に中尉に昇進した。1797年7月にベリックシャー・フェンシブル騎兵隊（Berwickshire Fencible Cavalry）の大尉に昇進、1802年10月5日にノース・ブリティッシュ民兵隊のベリックシャー連隊（Berwickshire Regiment of North British Militia）隊長（大佐）に昇進した。
1794年3月17日にベリックシャー統監に任命され、1841年に死去するまで務めた。
1807年イギリス総選挙でスコットランド貴族代表議員に当選、以降1841年まで務めた。
1814年3月1日、国王の認可状を得て母の旧姓ラミーを姓に加えた。
1841年10月20日にザ・ヘイゼルで死去、ダルキースで埋葬された。長男コスパトリック・アレクサンダーが爵位を継承した。

## 家族
1798年11月9日、エリザベス・スコット（Elizabeth Scott、1770年10月10日 – 1837年6月29日、第3代バクルー公爵ヘンリー・スコットの娘）と結婚、3男をもうけた。
- コスパトリック・アレクサンダー（1799年10月27日 – 1881年7月4日） - 第11代ヒューム伯爵[7]
- ウィリアム・モンタギュー・ダグラス（1800年11月22日 – 1822年7月22日） - 生涯未婚[7]
- ヘンリー・キャンベル（1802年2月17日 – 1802年3月16日[7]）